# Imbituva
Imbituva è un comune del Brasile nello Stato del Paraná, parte della mesoregione del Sudeste Paranaense e della microregione di Prudentópolis.
Il comune venne fondato il 3 maggio 1871. Si trova a 174 km dalla capitale dello Stato Curitiba.